# Neoxorides montanus
Neoxorides montanus är en stekelart som beskrevs av Oehlke 1966. Neoxorides montanus ingår i släktet Neoxorides och familjen brokparasitsteklar. Inga underarter finns listade i Catalogue of Life.